# Hugh Huxley
Hugh Esmor Huxley (25. února 1924 – 25. července 2013) byl britský molekulární biolog, známý svými objevy ve fyziologii svalů; původně se zabýval fyzikou a za příspěvek k vývoji radaru byl vyznamenán Řádem britského impéria.

## Život
Huxley začal v roce 1941 studovat fyziku na Christ's College v Cambridge. Jeho studium ale na pět let přerušila druhá světová válka, během níž sloužil v Royal Air Force jako radarový důstojník. V letech 1943 až 1947 pracoval na vývoji radarového zařízení, za což byl v roce 1948 vyznamenán Řádem britského impéria (MBE). Po dokončení své služby pokračoval ve studiu v Cambridge a v roce 1948 získal bakalářský titul z fyziky. Válka a hrůzy atomového bombardování Hirošimy a Nagasaki zmenšily jeho zájem o fyziku, ale odborné znalosti z oblasti mechanických a elektrických zařízení mu byly užitečné během další vědecké kariéry.
Huxley se stal doktorandem v nově vytvořené Laboratoři molekulární biologie při Medical Research Council v Cambridge, kde pracoval na studiích rentgenové difrakce na svalových vláknech. V roce 1952 získal doktorát z molekulární biologie za svou práci s názvem Výzkum biologických struktur rentgenovými metodami.
Protože v Cambridge nebylo zařízení pro elektronovou mikroskopii, která se v té době začala používat ke studiu biologických vzorků, odešel koncem léta 1952 na Massachusettský technologický institut, kde objevili v roce 1954 spolu s Jeanem Hansonem základní princip pohybu svalů, takzvanou „teorii posuvných vláken“ svalové kontrakce. Jejich publikace v časopise Nature z 22. května 1954 se stala mezníkem ve fyziologii svalů.
V roce 1958 poprvé popsal interakci myosinu a aktinu jako základu svalových pohybů. V roce 1962 se vrátil do Cambridge, kde byla Laboratoř molekulární biologie nově vybavena elektronovým mikroskopem. Huxleyovým inovativním přínosem byla úprava tenkořezného mikrotomu, pomocí kterého mohl dělat histologické řezy o tloušťce pouze 100–150 Å. Na základě rentgenových difrakčních snímků v roce 1969 po více než 15leté práci formuloval hypotézu tzv. křížového můstku (místo interakce svalových proteinů, myosinu a aktinu), která se stala východiskem moderního chápání molekulárního základu svalové kontrakce a dalších typů buněčné motility.
I nadále se až do roku 1987 v Laboratoři molekulární biologie věnoval výzkumu svalových pohybů, od roku 1979 zde byl zástupcem ředitele. V letech 1987 až 1997 působil jako profesor na Brandeis University ve Walthamu v Massachusetts, kde pak strávil i zbytek svého života jako emeritní profesor.

### Ocenění a vyznamenání
Hugh Huxley získal za svou vědeckou práci řadu ocenění. Již v roce 1948 získal Řád britského impéria (titul MBE). V roce 1960 byl zvolen členem britské Královské společnosti (v té době nejmladším členem), v roce 1964 se stal členem německé Leopoldiny, Americká národní akademie věd jej jmenovala zahraničním spolupracovníkem v roce 1978.
V roce 1966 obdržel cenu Williama Bate Hardyho, v roce 1971 obdržel cenu Louisy Gross Horwitz, v roce 1974 získal Feltrinelliho cenu, v roce 1977 medaili Královské společnosti, v roce 1983 medaili E. B. Wilsona od Americké společnosti pro buněčnou biologii, v roce 1990 cenu Franklinova institutu, v roce 1997 Copleyho medaili.
V roce 1987 mu byla uděleno Světové ocenění Alberta Einsteina za vědu za jeho příspěvky k molekulární biologii, zejména za práci na poli svalové biologie.